# Reine des biffins au Carnaval de Paris 1905

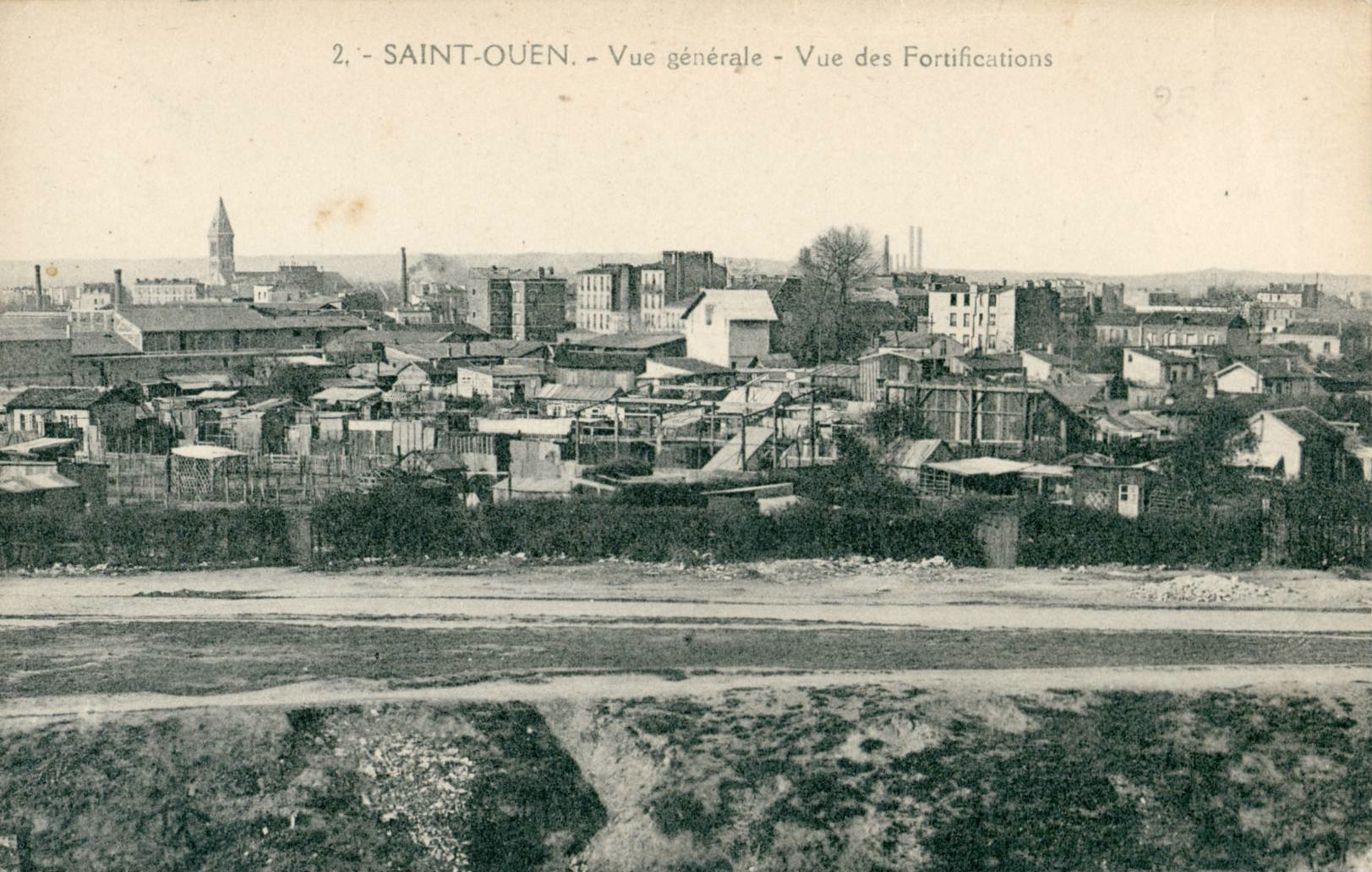
La zone des fortifs'.

Le  Carnaval de Paris au cours des siècles connaît des temps forts :
- Le cortège de la Promenade du Bœuf Gras, qui devient de facto au XIXe siècle, la Fête de Paris dans le cadre de son Carnaval. C'est aussi la fête des bouchers[1] et policiers parisiens[2].

- La Fête des Blanchisseuses, fête des femmes de Paris. Elle devient également à partir de 1893 la fête des étudiants de Paris.

- Le cortège des fêtards de la descente de la Courtille qui exista durant une quarantaine d'années au XIXe siècle.

- La Promenade de la Vache enragée ou Vachalcade fête des artistes et de la bohème montmartroise qui ne connut que deux éditions successives en 1896 et 1897.

À Paris, une des couches les plus défavorisées était constituée des biffins : les chiffonniers. Beaucoup habitaient la zone des fortifications de Paris appelée aussi simplement « la zone » ou « les fortifs », lieu de promenade parisienne et aussi d'habitations de fortune des plus pauvres.
En 1905 à la Mi-Carême, les biffins de la zone voulurent également créer leur propre fête, comme d'autres manifestations organisées à cette occasion. De celle-ci existe une relation écrite :

## Zizi-Chiffon Reine des biffins en 1905
La Presse écrit :
La Mi-Carême s'approche et les gracieuses majestés d'un jour, reines de la beauté populaire, sont de retour de leur voyage d'Italie, où elles ont à leur façon signé le pacte d'alliance franco-italienne avec leurs congénères latines.
Les lavoirs, les Halles, les marchés et les étudiantes sont en fièvre. Les ciseaux et les aiguilles mordent et piquent dans la soie et le velours, les chars à bancs se pavoisent et dissimulent les rides de l'usage sous des draperies aux couleurs voyantes et aux plis harmonieux.
Or, depuis un mois le compte rendu des luttes fiévreuses pour l'élection de ces reines et de leurs demoiselles d'honneur, le récit de leurs réceptions triomphales chez nos voisins avaient fait fermenter une sorte de griserie d'envie chez une peuplade parisienne ordinairement peu accessible aux ambitions du pouvoir. Bref, la population des Pique-au-Tas voulait aussi se payer le luxe d'une reine de Mi-Carême. Pourquoi pas ?
Et toute la zone qui borde les fortifications de la rive gauche, toutes ces bicoques qui appuient les unes sur les autres leurs constructions de bois pourri, de carton, consolidées à grand renfort de terreau et de glaise, retentirent de mille projets carnavalesques à bon marché.
Le doyen de la tribu, grand vieillard maigre comme Don Quichotte, fut chargé d'organiser l'élection de la majesté du chiffon. Et combien originale cette élection en plein air d'une altesse royale en jupons ! Sur un tertre de gazon menu sont assises en demi-cercle une quarantaine de jeunes filles — ce sont les électrices — vis-à-vis d'un quatuor de jeunes personnes en rang d'oignon. Ce sont les candidates qui font de leur mieux pour faire valoir leur grâce et mériter les suffrages.
Deux tours de scrutin donnent à chacune d'elles le nombre treize, chiffre fatidique, fait remarquer le père Laloque, juge du camp. Le peuple murmurait. Que faire ? Soudain, le père Laloque, se frappant le front, s'écria — J'ai une candidate qui ralliera tous les suffrages. Il s'absenta et revint bientôt, portant dans ses bras une fillette de cinq ans, qui mordait à pleines quenottes dans une tablette de chocolat. — Que pensez-vous de Mlle Zizi–Chiffon comme votre reine ? — Bravo ! Bravo ! firent toutes les voix.
— Et nous serons ses demoiselles d'honneur, ajoutèrent les quatre candidates en embrassant l'Enfant-Reine.
Or, si le soleil printanier veut bien plafonner d'azur notre vieux Paris jeudi, pendant que les grandes reines seront acclamées sur les boulevards, la petite reine des chiffonniers, montée sur un ânon paré et travesti, sera sacrée reine de la Mi-Carême dans la colonie biffine, en dépit de la vieille loi salique.